# Canon EOS R7
Canon EOS R7 — беззеркальная камера с матрицей APS-C формата производства Canon  . Камера была анонсирована 24 мая 2022 г. и поступила в продажу в Японии 23 июня 2022 г.  Наряду с Canon EOS R10, R7 является первой из двух камер с APS-C матрицей в линейке Canon EOS R. Камера предлагается в комплектации без объектива или с одним из двух объективов с байонетом RF-S: RF-S 18-150mm f/3.5-6.3 IS STM или RF-S 18-45 f/4.5-6.3 IS STM .

## Основные особенности
R7 является флагманской в линейке камер Canon с матрицей APS-C, пришедшей на смену 7D Mark II занимавшей это место с 2014 года  . Canon R7 содержит 32,5-мегапиксельную матрицу, ранее использованную в Canon 90D, процессор DIGIC X и обладает преимуществами от перехода Canon на беззеркальную систему.
Основные характеристики Canon R7:
- 32,5-мегапиксельная матрица APS-C CMOS[9]
- Dual Pixel CMOS AF II автофокус с отслеживанием людей, животных и транспортных средств[9]
- Высокоскоростная непрерывная съемка до 15 кадров в секунду с механическим затвором и до 30 кадров в секунду с электронным затвором[9]
- Встроенная стабилизация изображения со сдвигом сенсора может обеспечить до 8 ступеней коррекции дрожания[9]
- Возможность записи видео 4K/60 с кадрированием сенсора 64% или запись видео со 100% кадрированием при 4K/30 с передискретизацией по сравнению с разрешением 7K[9]
- Запись видео 1080p со скоростью до 120 кадров в секунду[9]
- Видеозапись HDR PQ или Canon Log 3[9]
- 100% охват автофокуса (с автоматическим выбором)[9]
- 5915 точек автофокусировки с 651 зоной автофокусировки при автоматическом выборе[9]
- Родной диапазон ISO от 100 до 32000; расширяемый до 51200[9]
- 0,39-дюймовый электронный OLED - видоискатель с разрешением 2,36 млн точек, возможностью выбора частоты обновления 60/120 кадров в секунду и сенсорным ЖК-экраном с изменяемым углом наклона[9]
- Два слота для карт памяти UHS-II SD [9]
- Разъем USB 3.2 Gen 2 Type-C для зарядки и передачи данных[9]
- Встроенный модуль Wi-Fi и Bluetooth[9]
- Процессор DIGIC X [9]

## Галерея

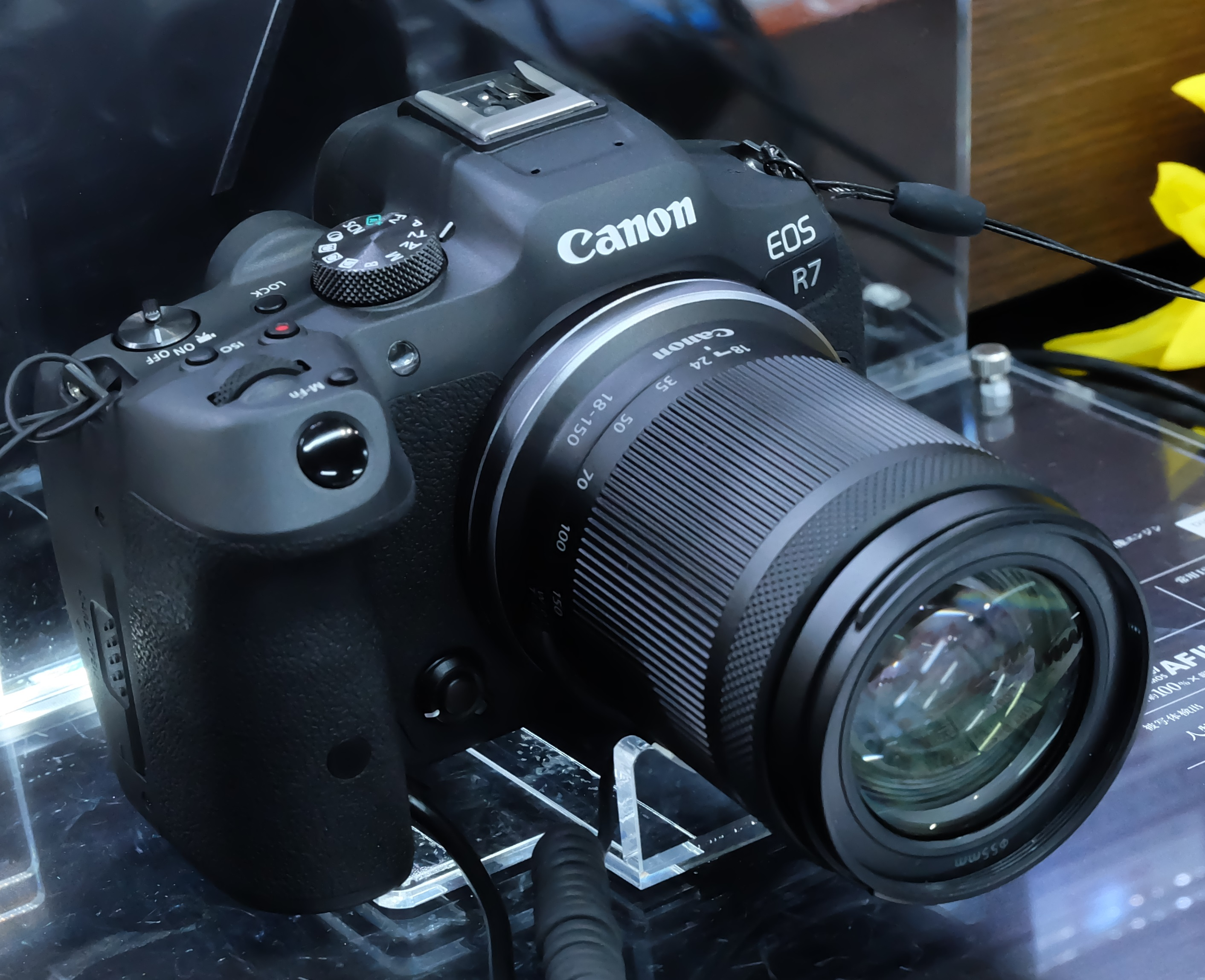
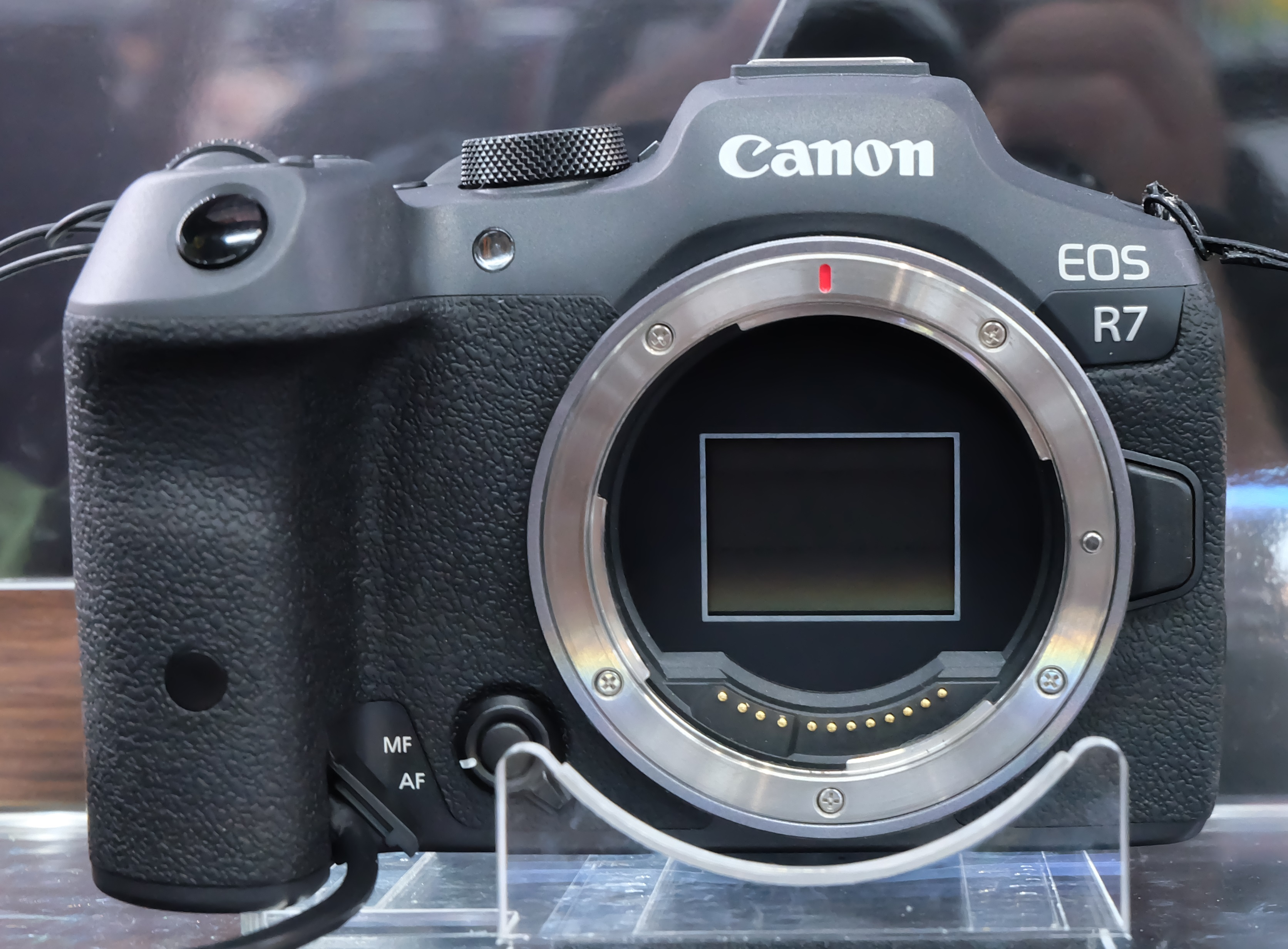
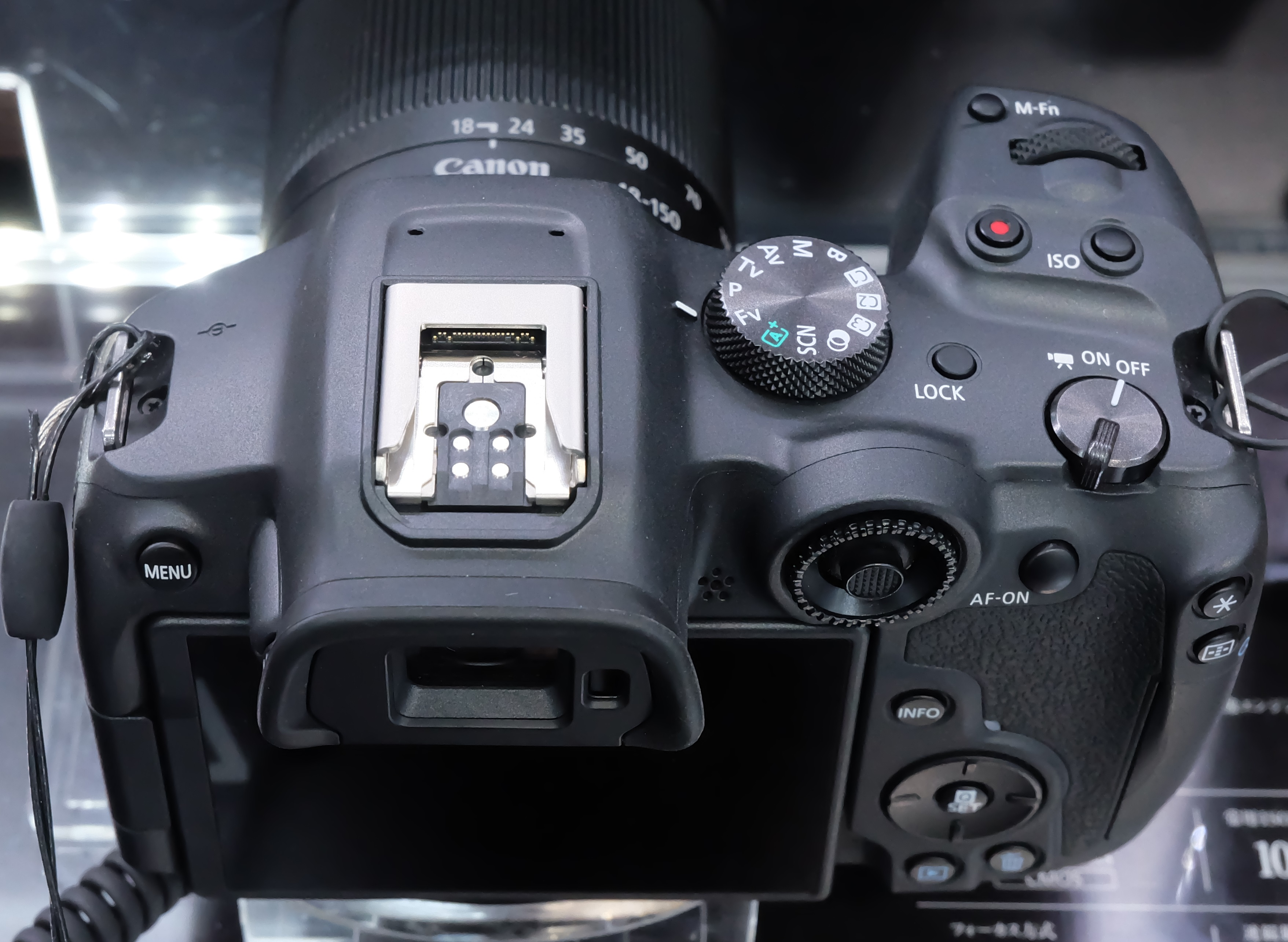
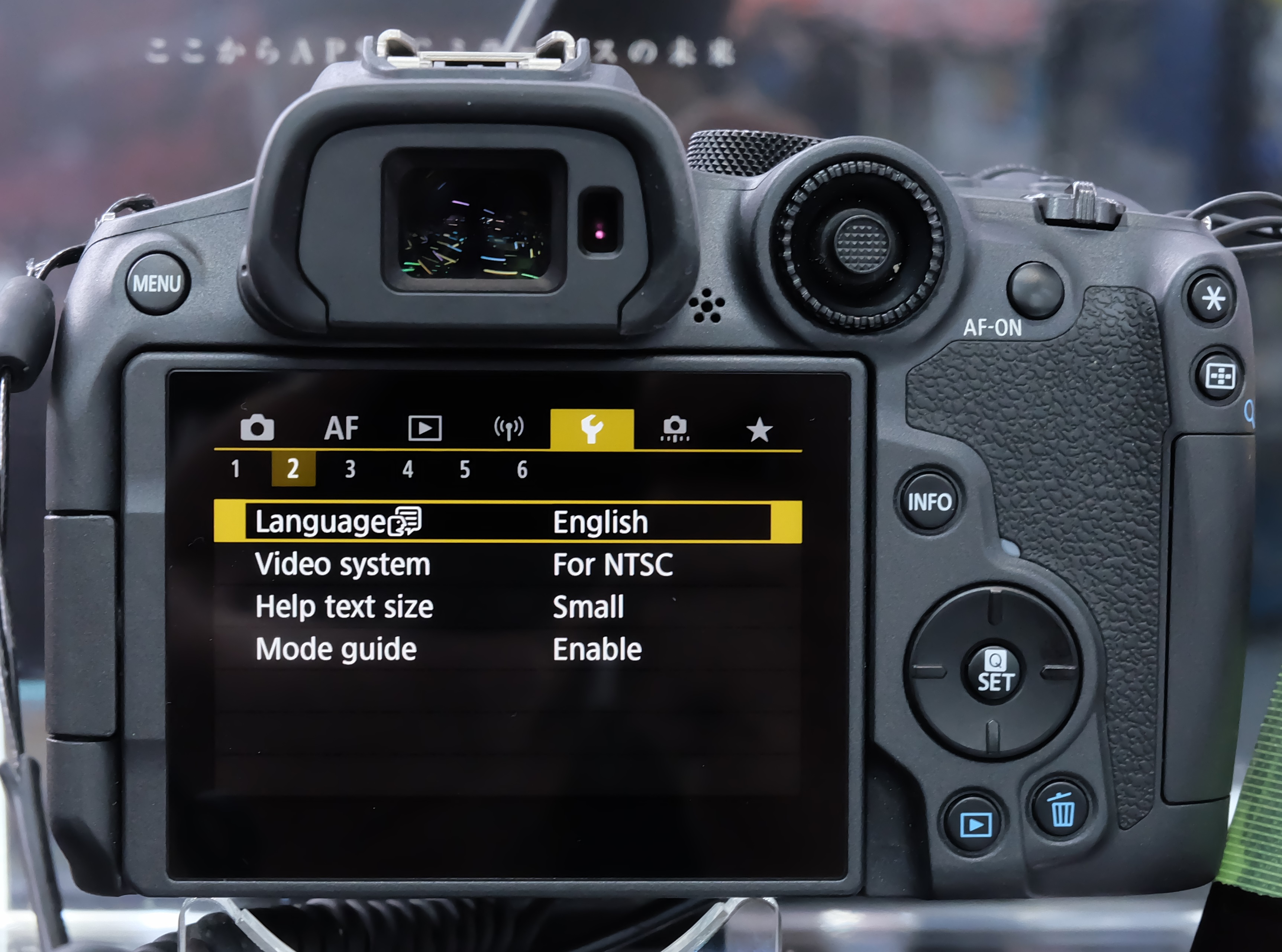
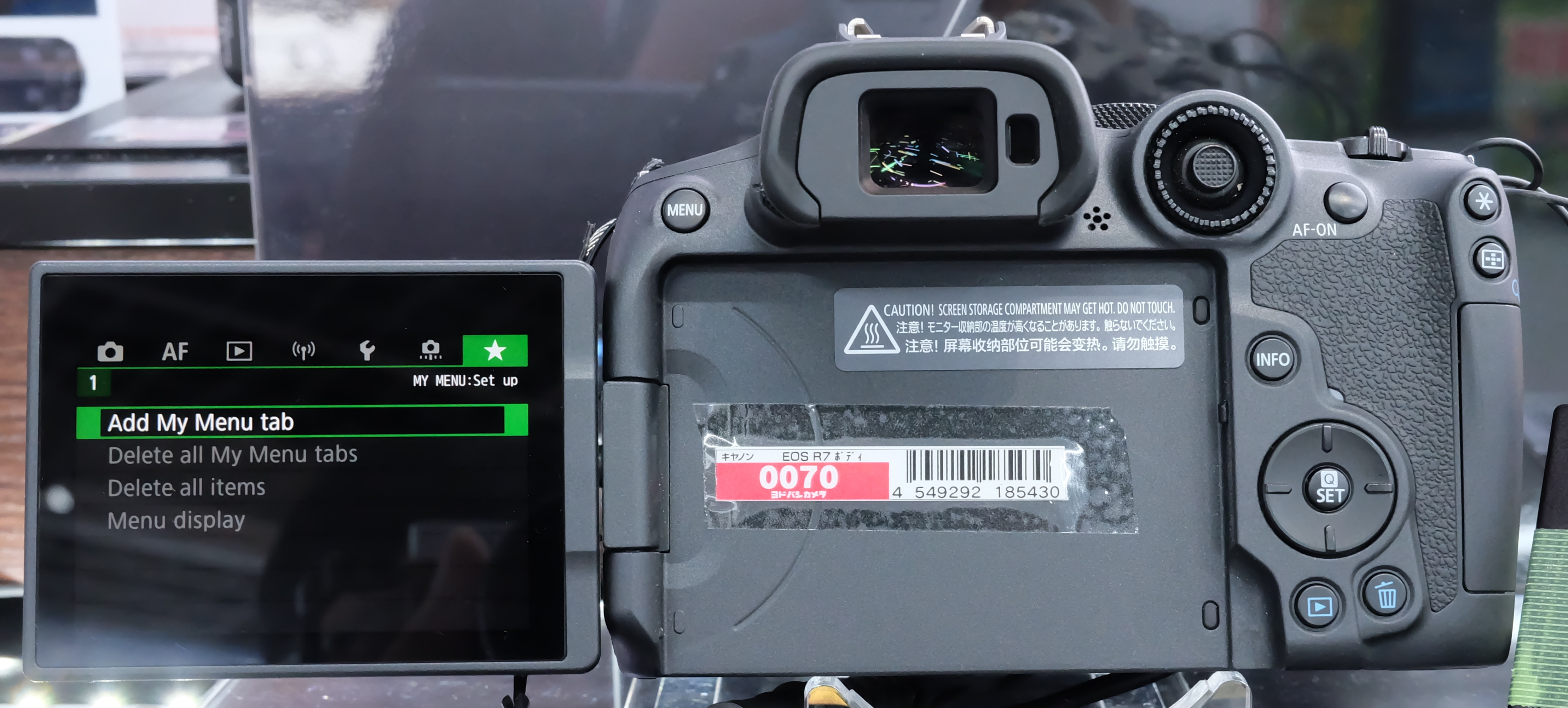
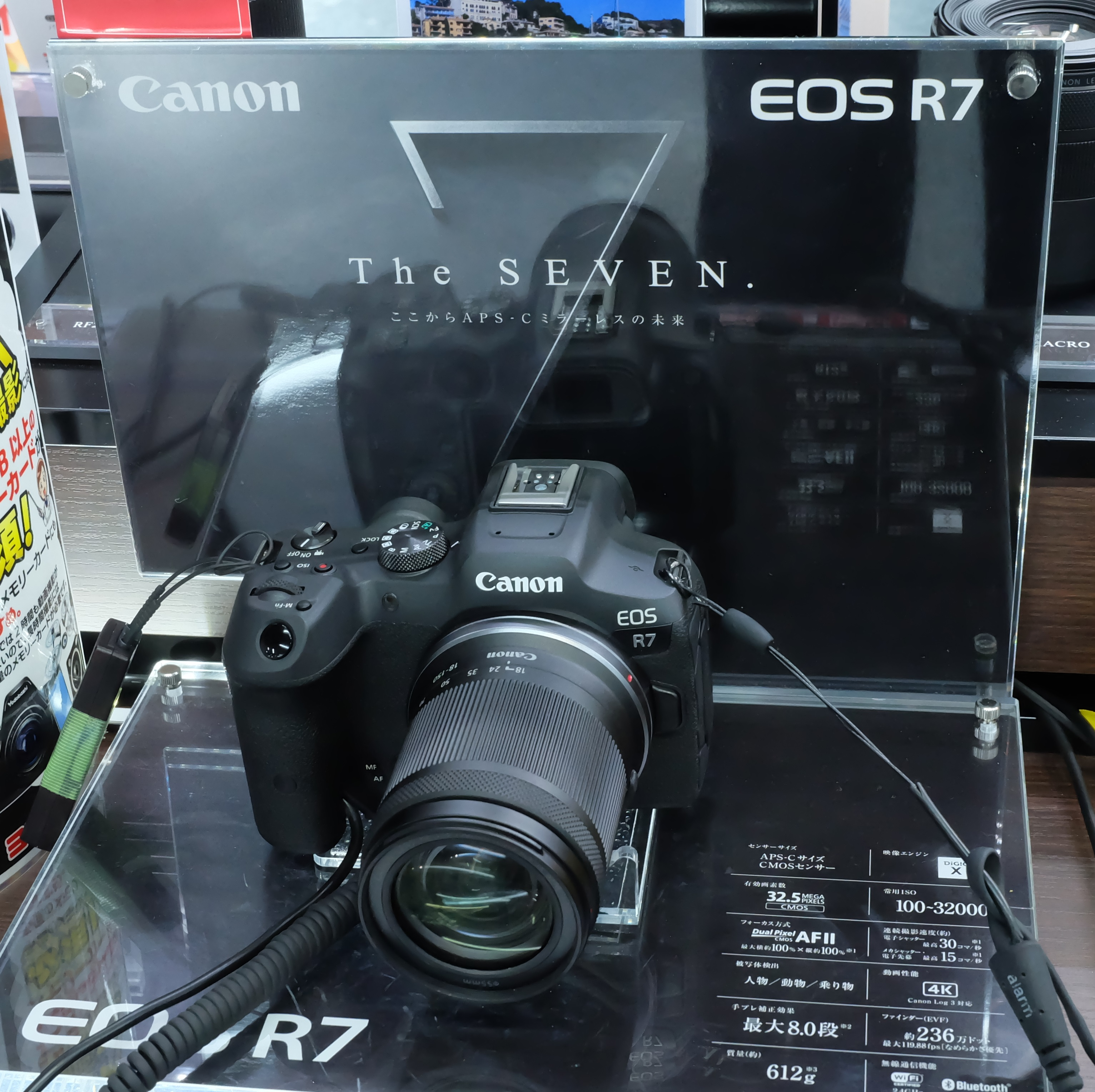

## Внешние ссылки
- Официальный сайт (англ.)